# Adelaide Pereira da Silva
Adelaide Rosa Pereira da Silva Ruzicska Kollar (Rio Claro, 5 de julho de 1928 – 8 de agosto de 2021) foi uma compositora, pianista, folclorista e pintora brasileira. É uma das principais compositoras que seguiu a linha nacionalista de Camargo Guarnieri.

## Biografia
Adelaide nasceu em Rio Claro, no interior do estado de São Paulo, filha de Ines Margarida De Lorenzo Pereira da Silva e Feliz Augusto Pereira da Silva. Adelaide passou sua infância em Santa Cruz das Palmeiras e mudou-se para São Paulo com 7 anos.
Seus avós maternos, Vincenzo De Lorenzo e Rosa Di Lascio De Lorenzo ("Rosina"), eram imigrantes italianos. Sua mãe, Ines, foi aluna de uma pianista assistente de Luigi Chiaffarelli, porém nunca atuou como pianista em público por proibição de Vincenzo.
Dos 10 aos 14 anos de idade, Adelaide começou a ter aulas de piano com Nair de Souza. Dos 14 aos 18 anos passou a ter aulas com o pianista alemão radicado no Brasil Hans Bruch. Por volta de 1950 passou a estudar com a compositora e pianista Dinorá de Carvalho, tornando-se sua assistente, ministrando cursos criados por Dinorá.
Em 1950, aos 18 anos, casou-se com o engenheiro húngaro Otto Ruzicska.
Por sugestão do compositor Camargo Guarnieri, Adelaide passou a ter aulas de teoria, harmonia, análise e contraponto com Osvaldo Lacerda, para, em seguida seguir com aulas de composição com o próprio Camargo Guarnieri.
Em 1962 conquistou o primeiro lugar no concurso de composição patrocinado pela Associação Brasileira de Folclore e pela revista Gazeta, com a série de canções "Ciclo Paulista". Em 1966 a canção "É tão pouco o que desejo" conquistou o segundo prêmio no Prêmio Cidade de Santos.
No mesmo período iniciou os estudos do folclore brasileiro com Rossini Tavares de Lima e Padre José Geraldo de Souza, tendo como inspiração os trabalhos do folclorista e compositor húngaro Béla Bartók. Desenvolveu pesquisas no Museu do Folclore de São Paulo.
Ministrou diversos cursos de folclore, tendo grande atuação como pesquisadora e palestrante. Foi membra da International Organization of Folk Art da UNESCO.
Lecionou teoria, percepção musical, harmonia, contraponto, análise, estética, prosódia, piano e folclore na Faculdade de Música Santa Cecília (Pindamonhangaba), de 1976 a 1980, na Faculdade de Música Marcelo Tupinambá (São Paulo), de 1977 a 1986, e na Escola Municipal de Música de São Paulo de 1978 a 1993 e da Escola Superior Santa Marcelina. Após se aposentar, passou a dar aulas particulares de composição em sua residência.
A partir de 1967, integrou a Comissão Estadual de Música de São Paulo, do Conselho Estadual de Cultura do Governo do estado de São Paulo, na gestão de Roberto Costa de Abreu Sodré.
Foi fundadora da Sociedade Pró-Música Brasileira, tendo sido presidente de 1961 a 1966, entidade que Adelaide ajudou a fundar visando a pesquisa, preservação e difusão da música brasileira.
Diversas de suas composições foram publicadas pela Ricordi Brasileira.

## Obras

### Para piano:[5]
- Variações para piano (1962)
- Suíte N. 1 (1965)
- Ponteio N. 1 (1965)
- Ponteio N. 2 (1965)
- Valsa Chôro N. 1 (1965)
- Valsa Chôro N. 2 (1965)
- Ponteio N. 3 (1966)
- Ponteio N. 4 (1966)
- Ponteio N. 5 (1966)
- Suíte N. 2 (1967)
- Ponteio N. 6 (ca.1970)
- Cantiga ingênua (1970)
- Série Caleidoscópio (1973?)
- Recordação (1978)
- Valsa Chôro N. 3 (1978)
- Brincando (1979)
- Ecos da infância (1981)
- Valsa Chôro N. 4 (1981)
- Ponteio N. 8 (1993)
- Ponteio N. 7 (1998)
- Valsa Chôro N. 5 (1998)

### Para outros instrumentos solo:[2]
- Cantiga para flauta (1995)
- Chorinho para violão (2001)
- Choro para violão (2004)
- Estudo N. 1 para percussão (1976)
- Estudo N. 2 para percussão (1976)

### Duos:[2]
- Divertimento para flauta e violoncelo (2002)
- Noturno para oboé (ou flauta) e piano (2001)
- Sonatina para violino e piano (1976)

### Para canto e piano:[2]
- As dádivas (1976), texto de Guilherme de Almeida

- Eu fiz de ti o meu refúgio (1965), texto de Alice Camargo Guarnieri
- Era tão manso o apelo dos teus olhos (1965), texto de Alice Camargo Guarnieri
- Cantiga (2000), texto de Manuel Bandeira
- Ciclo paulista (1962), texto extraído do livro "Folclore de São Paulo" de Rossini Tavares de Lima
- Conceitos (1967), texto de Nero Senna e Peri Ogibe Rocha
- Hiato (1968), texto de Manuel Bandeira
- Olhos pretos (1974), texto de Nero Senna e Peri Ogibe Rocha
- Se (1973), texto de Guilherme de Almeida
- Toada (1965), texto de Ribeiro Couto

### Obras para coro misto:[2]
- Ele nasceu lá na Loanda (1963), texto e tema extraídos do livro "Folclore de São Paulo" de Rossini Tavares de Lima
- Ogum Dilê (1969), texto de tradição de umbanda
- Reza de Umbanda (1969), texto de tradição de umbanda

### Obras para coro infantil:[2]
- A folha na festa (2007), texto de Cecília Meireles
- Bolhas (2007), texto de Cecília Meireles
- Passarinho no sapê (2016), texto de Cecília Meireles

### Obras para orquestra:[4]
- Danças folclóricas (1976)